# Koh Chang-su
Koh Chang-su (jap. 高 昌帥; * 1970 in Seoul) ist ein südkoreanischer Komponist, der in Japan lebt.
Er studierte am Osaka College of Music an dem er auch graduierte. Weitere Studien folgten an der Musik-Akademie der Stadt Basel. Seine Kompositionen wurden bereits auf der All Japan Band Competition als Pflichtstücke nominiert. Ebenso gehört er dem Kreis von Komponisten an, der das Kyo-En mit Blasorchester-Werken aus dem 21. Jahrhundert beschickt.

## Werke

### Werke für Orchester
- Kasukeki hikari "The Wee Light" für Kammerorchester
- 1997 3. Sonate für Orchester
- 1999 6. Sonate für Orchester

### Werke für Blasorchester
- 1996 Carnival day Marsch
- 1998 木霊 for 18 Saxophones
- 2000 The March
- 2002 INVOCATION
- 2002 LAMENT for Wind Orchestra
- 2003 Korean Dances for Wind Orchestra
- Polkisher March

### Kammermusik
- 1992 Sechs Stücke für Klarinette, Violine, Violoncello
- 1994 Sonate für Flöte, Klarinette, Viola und Klavier
- 1996 2. Sonate für Alt-Saxophon, Gitarre und Schlagzeug
- 1997 Sonatine für Flöte solo
- 1998 4. Sonate für Viola solo
- 1999 5. Sonate (b) für Holzbläserquintett
- 2001 8. Sonate für Klarinette solo und Klavier
- 2002 Introduzione ed Allegro con bravura für zwei Trompeten, Horn, 3 Posaunen und Pauken
- 2003 Monolog for Clarinet in Bb solo
- 2004 10. Sonate für Violine und Klavier
- Brass Octet für drei Trompeten, 1 Horn, 3 Posaunen und Tuba

### Werke für Klavier
- 1999 5. Sonate (a) für Klavier
- 2000 7. Sonate für Klavier
- Fragments for piano solo
- only love and light can

### Andere Werke
- 1996–1998 GEBET für Bariton solo, gemischten Chor und Orchester
- 1998 Esquisse für Bariton solo und Orchester